# گرد ویزمز
گرد ویزمز (انگلیسی: Gerd Wiesemes؛ زادهٔ ۲۹ ژانویهٔ ۱۹۴۳) بازیکن فوتبال اهل آلمان است.
از باشگاه‌هایی که در آن بازی کرده‌است می‌توان به باشگاه فوتبال بوخوم اشاره کرد.